# نادر محمدخانی
نادر محمدخانی بازیکن سابق تیم ملی فوتبال ایران است که 66 بازی ملی به همراه 3 گل در کارنامه خود دارد.
او از مدافعان بنام فوتبال ملی ایران بوده‌است و در بازی‌های آسیایی ۱۹۹۰ پکن و بازی‌های آسیایی ۱۹۹۸ بانکوک به همراه تیم ملی فوتبال ایران به مقام قهرمانی رسیده‌است.
محمدخانی در فوتبال باشگاهی در تیم‌هایی چون کشاورز، پرسپولیس و بهمن کرج
عضویت داشت. وی در دربی معروفی که پرسپولیس در آن نه نفره شد حضور داشت و یکی از دو اخراجی پرسپولیس بود.
محمدخانی بعد از اخراج تومیسلاو ایویچ و روی کار آمدن جلال طالبی در ۳ بازی جام جهانی ۱۹۹۸ فرانسه مدافع ثابت تیم ملی ایران بود و حتی در بازی اول مقابل یوگسلاوی بازوبند کاپیتانی تیم ملی را در غیاب احمدرضا عابدزاده به بازو بست و او در این ۳ بازی جام جهانی بازی‌های درخشانی از خود ارائه داد و بعد از جام جهانی بازوبند کاپیتانی تیم ملی کامل به او رسید و در بازی‌های آسیایی ۱۹۹۸ تایلند کاپیتان تیم ملی ایران در زمان سرمربیگری منصور پورحیدری بود و توانست در آن تورنمنت مهم آسیایی به عنوان کاپیتان به مقام قهرمانی برسد.
وی در بهمن ماه ۱۳۷۸ و در بازی دوستانه تیم ملی ایران و منتخب قاره آسیا از فوتبال ملی خداحافظی کرد.